# Amadou Mame Diop
Amadou Mame Diop (18 de julio de 1965) es un político senegalés. Desde el 12 de septiembre de 2022 es presidente de la Asamblea Nacional de Senegal. También es alcalde del municipio de Richard-Toll (norte de Senegal).

## Biografía
Amadou Mame Diop tiene un doctorado en farmacia de la Universidad Cheikh-Anta-Diop de Dakar y un DESS en distribución y gestión de farmacias. Es farmacéutico de profesión y propietario de una farmacia en la ciudad de Richard-Toll. 

### Trayectoria política
Hizo su debut político en 2008 con la creación de la Alianza por la República de Macky Sall de quien se considera una persona de confianza y partido del que es miembro fundador. En julio de 2012, fue elegido diputado por la lista de la coalición apoya a Sall, Benno Bokk Yakaar, por el departamento de Dagana. Durante su mandato, fue miembro del Comité Interparlamentario de la Unión Económica y Monetaria del África Occidental.
Desde julio de 2012 es alcalde del municipio de Richard-Toll.
Diputado en la Asamblea Nacional desde 2008, entre 2021 y 2022 asumió el puesto de director general de la Sociedad para el desarrollo y promoción de las costas y zonas turísticas de Senegal.
Fue reelegido diputado en las elecciones legislativas de 2022 y por sorpresa fue elegido el 12 de septiembre de 2022 presidente de la Asamblea Nacional, convirtiéndose así en la segunda personalidad del Estado.
Su elección resultó una sorpresa. Inicialmente, estaba previsto que asumiera la presidencia Aminata Touré, cabeza de lista de la APR en las elecciones legislativas. Sin embargo, tras discrepancias con el presidente Macky Sall,  Aminata Touré abandonó la Asamblea antes de la votación y denunció la elección de Amadou Mame Diop por  "los lazos familiares" entre el presidente Sall y Diop. Touré no sólo no fue elegida sino que se le retiró el escaño.
Diop fue elegido en la presidencia de la Asamblea Nacional con el voto de los 83 de la coalición "Unidos en la Esperanza", frente a los 165 diputados de la Asamblea.